# 秋山眞緒
秋山真緒（2002年7月29日—），大阪府出身，隸屬於演藝經紀公司UP-FRONT AGENCY旗下，原Hello! Pro研修生第24期，2016年8月13日正式加入山茶花工廠，隔年2月22日以3A單曲「初戀日出 / Just Try! / 美麗的山茶花」正式出道。

## 個人簡歷
2014年
- 參加＜モーニング娘。'14 ＜黄金(ゴールデン)＞オーディション＞甄選落選。

2015年
- 4月27日，成為Hello! Pro研修生。

2016年
- 8月23日，被選為山茶花工廠的三位追加成員之一。

2017年
- 2月22日，以山茶花工廠成員的身分推出3A單曲「初戀日出 / Just Try! / 美麗的山茶花」正式出道。

## 外部連結
- つばきファクトリーHello!Project （页面存档备份，存于）
- つばきファクトリーTwitter （页面存档备份，存于）
- つばきファクトリーAmeblo （页面存档备份，存于）
- つばきファクトリーYouTube （页面存档备份，存于）
- 官網個人檔案[]